# Hellimer
Hellimer ist eine französische Gemeinde mit 517 Einwohnern (Stand 1. Januar 2022) im Département Moselle in der Region Grand Est (bis 2015 Lothringen). Sie gehört zum Arrondissement Forbach-Boulay-Moselle und zum Kanton Sarralbe.

## Geografie
Die Gemeinde Hellimer liegt etwa 17 Kilometer südlich des Grenzortes Freyming-Merlebach.

## Geschichte
Der Ort wurde 1121 erstmals als Heylimer erwähnt. Weitere Namen waren Helgemer (1315), Helgenmöre (1509) und Helymer (1700).
Siehe auch: Jüdische Gemeinde Hellimer

### Bevölkerungsentwicklung
| Jahr      | 1962 | 1968 | 1975 | 1982 | 1990 | 1999 | 2009 | 2019 |
| Einwohner | 428  | 461  | 470  | 521  | 537  | 486  | 632  | 527  |

## Sehenswürdigkeiten
- Dorfkirche St. Martin von 1740 (Ausstattungsteile als Monuments historiques klassifiziert)
- ehemalige Kapelle Sainte-Marguerite
- Kapelle Saint-Antoine im Ortsteil Ackerbach
- Maison Bonert, Fachwerkhaus von 1716 (Monument historique)
- jüdischer Friedhof

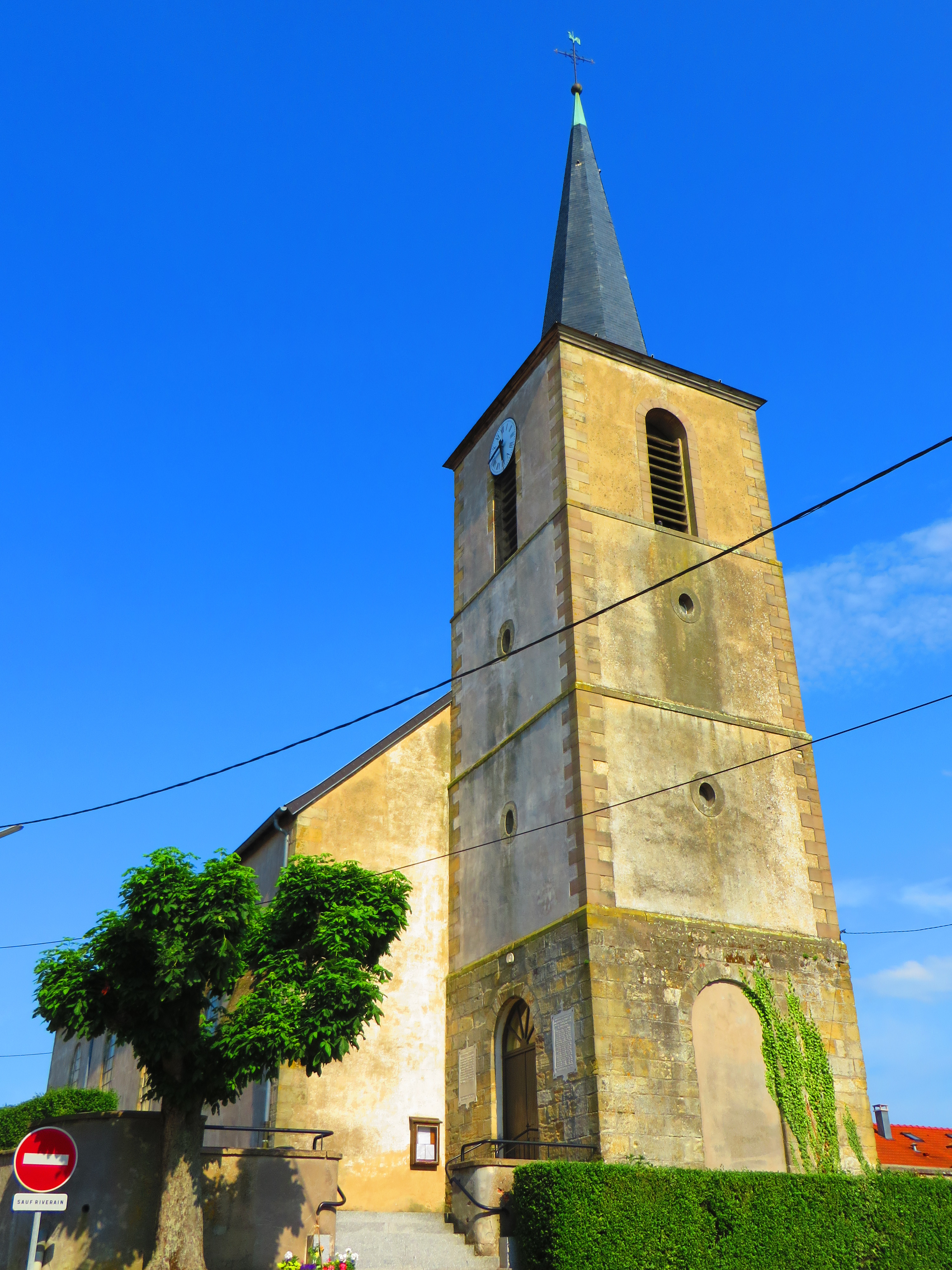
Kirche St. Martin
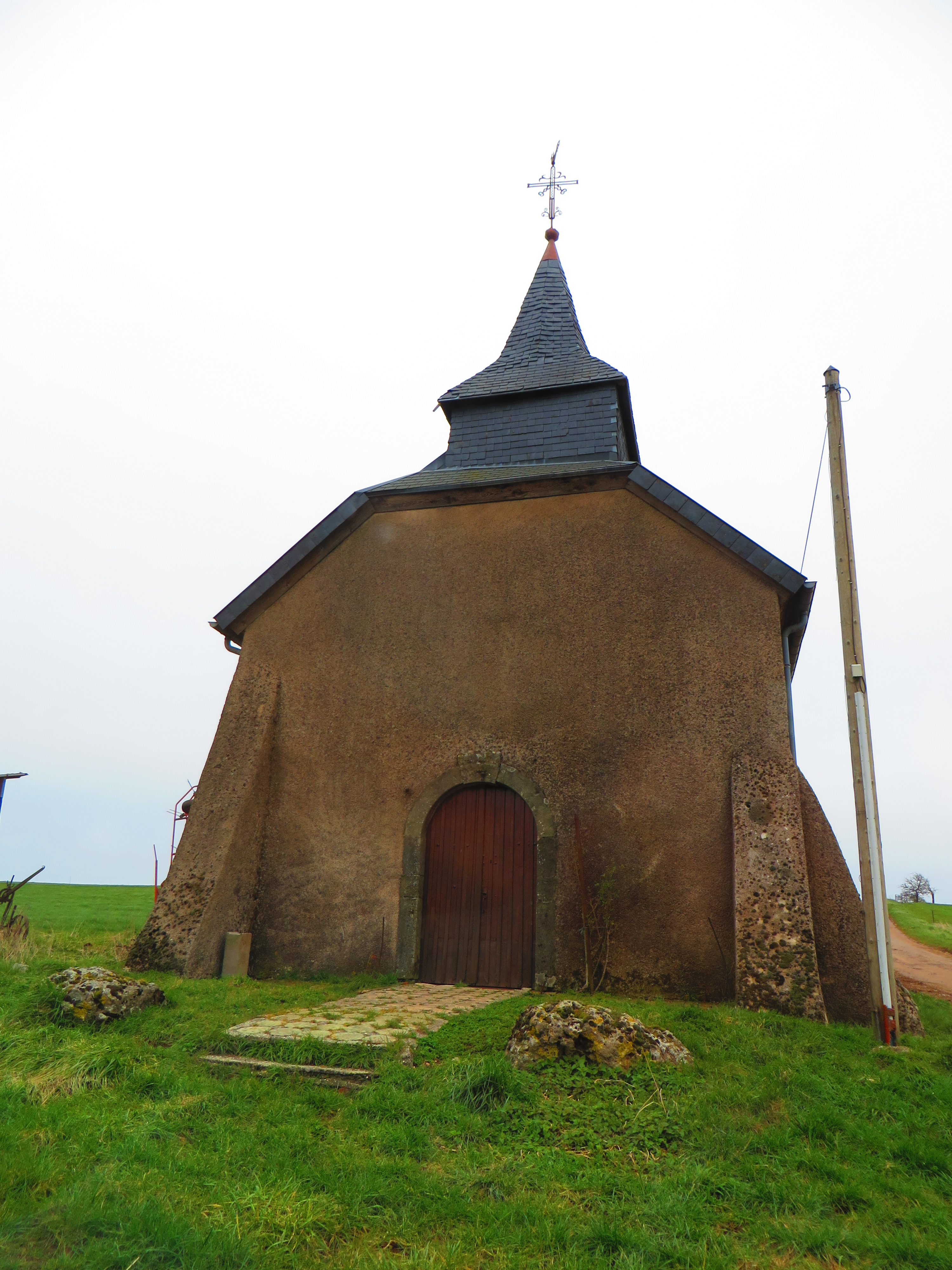
Kapelle Saint-Antoine
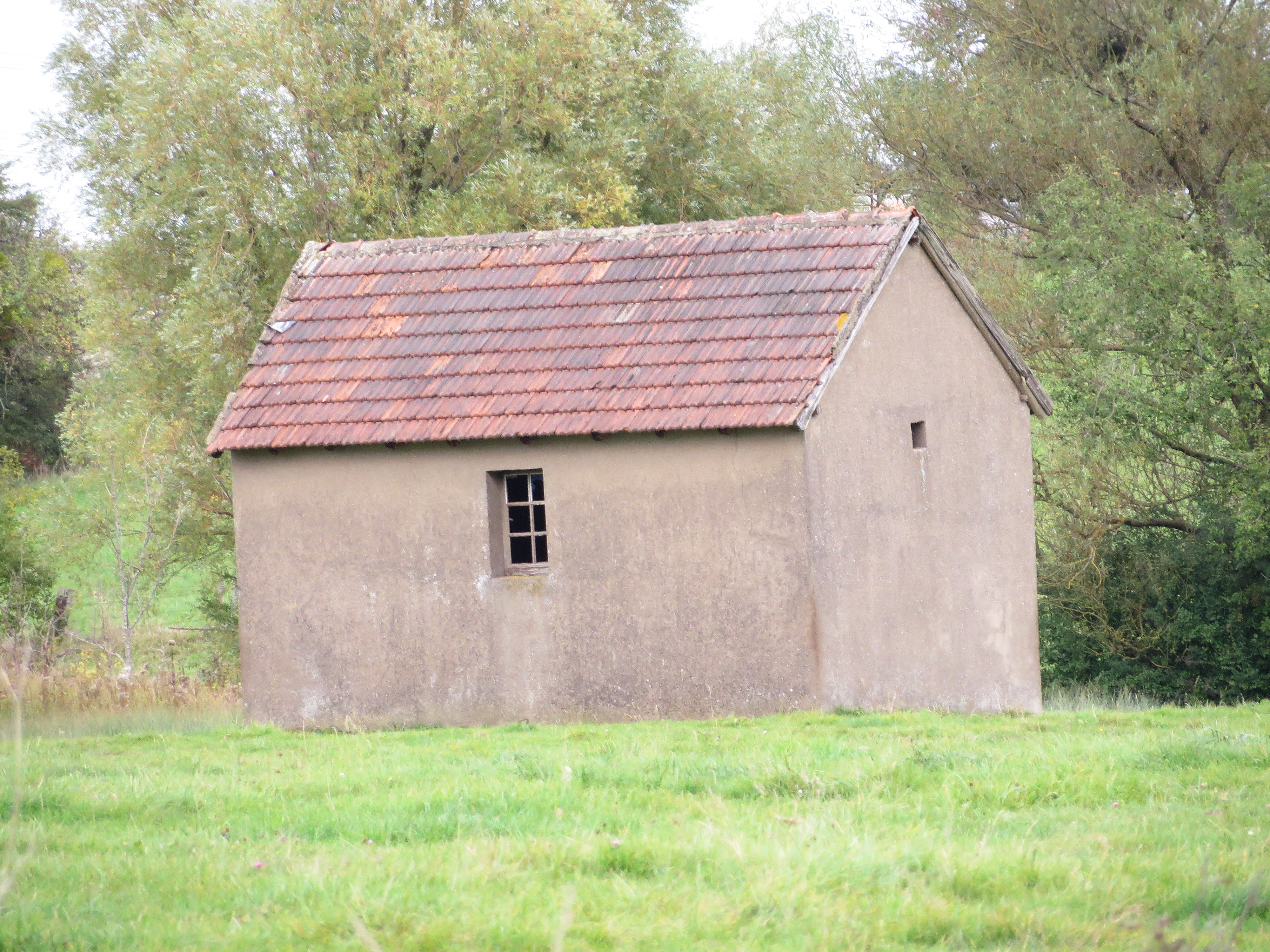
Kapelle Sainte-Marguerite
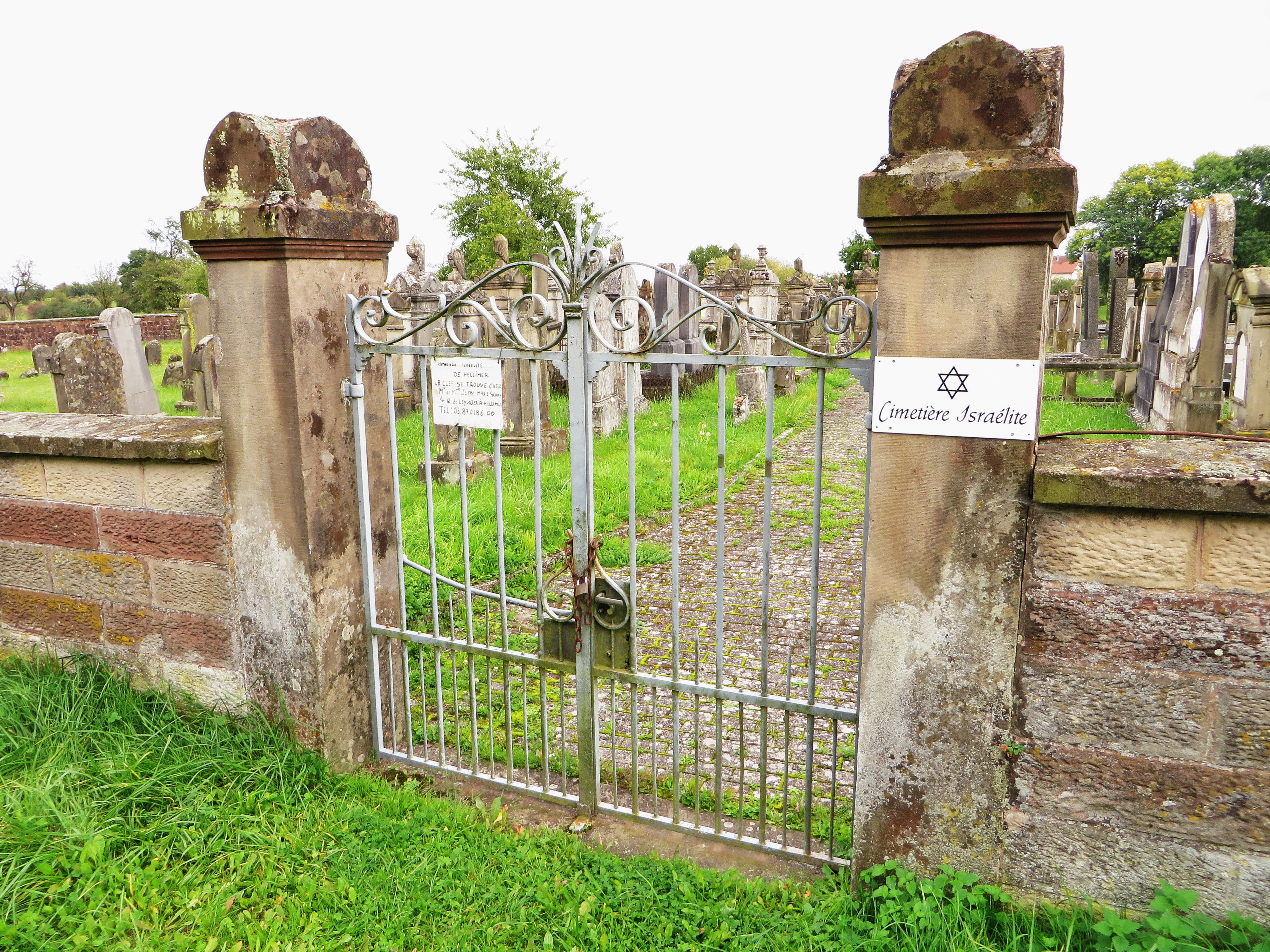
Jüdischer Friedhof

## Persönlichkeiten
- Balthasar Alexis Henri Antoine von Schauenburg (1748–1831), französischer General